# رابرت آنیس
رابرت آنیس (انگلیسی: Robert Annis; ۵ سپتامبر ۱۹۲۸ – ۳۱ مارس ۱۹۹۵) بازیکن فوتبال سابق اهل ایالات متحده آمریکا بود.
از باشگاه‌هایی که در آن‌ها بازی کرده‌است می‌توان به تیم ملی فوتبال ایالات متحده آمریکا اشاره کرد.